# Wilmington (Ohio)
Wilmington és una població dels Estats Units a l'estat d'Ohio. Segons el cens del 2000 tenia 11.921 habitants.

## Demografia
Segons el cens del 2000, Wilmington tenia 11.921 habitants, 4.867 habitatges, i 2.929 famílies. La densitat de població era de 617,8 habitants per km².
Dels 4.867 habitatges en un 30,1% hi vivien nens de menys de 18 anys, en un 42,7% hi vivien parelles casades, en un 13,7% dones solteres, i en un 39,8% no eren unitats familiars. En el 33,7% dels habitatges hi vivien persones soles el 13,4% de les quals corresponia a persones de 65 anys o més que vivien soles. El nombre mitjà de persones vivint en cada habitatge era de 2,28 i el nombre mitjà de persones que vivien en cada família era de 2,92.
Per edats la població es repartia de la següent manera: un 23,7% tenia menys de 18 anys, un 15,8% entre 18 i 24, un 27,3% entre 25 i 44, un 19,2% de 45 a 60 i un 14,1% 65 anys o més.
L'edat mediana era de 32 anys. Per cada 100 dones de 18 o més anys hi havia 84,4 homes.
La renda mediana per habitatge era de 34.880 $ i la renda mediana per família de 43.619 $. Els homes tenien una renda mediana de 31.645 $ mentre que les dones 22.627 $. La renda per capita de la població era de 17.346 $. Aproximadament el 8,9% de les famílies i l'11,7% de la població estaven per davall del llindar de pobresa.

## Poblacions properes
El següent diagrama mostra les poblacions més properes.